# Acrocercops malvacea
Acrocercops malvacea är en fjärilsart som beskrevs av Walsingham 1907. Acrocercops malvacea ingår i släktet Acrocercops och familjen styltmalar.
Artens utbredningsområde är Marocko. Inga underarter finns listade i Catalogue of Life.